# مطار مرسية الدولي
مطار مرسية هو مطار دولي في جنوب شرق إسبانيا. تم افتتاحه في يناير 2019 كبديل لمطار مورسيا - سان خافيير.

## تاريخ
نمت السياحة في منطقة مورسية بشكل كبير، وبالتالي أصبح توسيع المطار الذي يخدم المنطقة، مطار مورسيا - سان خافيير، غير عملي بسبب وظيفته الأساسية كمطار عسكري.
بدأت أعمال بناء مطار مرسية الجديد في يوليو 2008، وكان مخططاً أي يتم إفتتاحه خلال عام 2010. غير أنه في عام 2009 توقف البناء لأسباب مالية، فتدخلت الحكومة الإقليمية وقدمت إعتمادات مالية لإتمام البناء. تم الانتهاء من بناء المطار في عام 2012، ولكن لم يتم تشغيله حتى عام 2019.
تم افتتاح المطار رسميًا في 15 يناير 2019 من قبل ملك إسبانيا.

## شركات الطيران والوجهات
| شركـات طيـران           | الوجهات |
| ----------------------- | --- |
| العربية للطيران         | مطار محمد الخامس الدولي، مطار وجدة أنجاد |
| بينتر كنارياس           | مطار كناريا الكبرى |
| إيزي جيت                | مطار غاتويك موسمي: مطار بريستول، مطار لندن لوتن، مطار مانشستر                                                                                        |
| آير شاتل النرويجية      | موسمي: Bergen، مطار أوسلو-غاردرموين |
| رايان إير               | مطار برمينغهام، مطار لندن ستانستد، مطار مانشستر موسمي: Bournemouth، مطار دبلن الدولي، East Midlands ‏، Glasgow–Prestwick، مطار لندن لوتن، مطار ميورقة |
| خطوط ترافل سيرفس الجوية | Brno (تبدأ في 26 يونيو 2023)، مطار فاكلاف هافيل الدولي                                                                                               |
| توي فلاي بلجيكا         | موسمي: مطار أنتويرب، Ostend/Bruges |
| فولوتيا                 | مطار برشلونة الدولي (تبدأ في 3 ديسمبر 2023)، مطار مدريد باراخاس الدولي (تبدأ في 1 ديسمبر 2023) موسمي: Asturias، Menorca، مطار سانتاندير              |